# 高橋正樹 (火山学者)
高橋 正樹（たかはし まさき、1950年 - ）は、日本の火山学者。

## 略歴
東京出身。1969年、東京教育大学附属高校（現・筑波大学附属高校）卒業。東京大学理学部地質鉱物学科卒業、同大学院理学系研究科博士課程（地質学専攻）修了（理学博士）。「大崩山珪長質火成複合岩体の地質学的研究」。 茨城大学理学部地球科学科・地球生命環境科学科助教授・教授を経て、日本大学文理学部地球システム科学科教授。専門は火山地質学・岩石学。

## 著書

### 単著
- 『花崗岩が語る地球の進化』岩波書店〈自然史の窓 7〉、1999年。ISBN 4-00-006667-6。
- 『島弧・マグマ・テクトニクス』東京大学出版会、2000年。ISBN 4-13-060734-0。

### 編著
- 高橋正樹・小林哲夫編 『関東・甲信越の火山I』 築地書館〈フィールドガイド日本の火山1〉、1998年、ISBN 4-8067-1156-X
- 高橋正樹・小林哲夫編 『関東・甲信越の火山II』 築地書館〈フィールドガイド日本の火山2〉、1998年、ISBN 4-8067-1157-8
- 高橋正樹・小林哲夫編 『北海道の火山』 築地書館〈フィールドガイド日本の火山3〉、1998年、ISBN 4-8067-1158-6
- 高橋正樹・小林哲夫編 『東北の火山』 築地書館〈フィールドガイド日本の火山4〉、1999年、ISBN 4-8067-1177-2
- 高橋正樹・小林哲夫編 『九州の火山』 築地書館〈フィールドガイド日本の火山5〉、1999年、ISBN 4-8067-1165-9
- 高橋正樹・小林哲夫編 『中部・近畿・中国の火山』 築地書館〈フィールドガイド日本の火山6〉、2000年、ISBN 4-8067-1199-3

### 共著
- 天野一男編著 『茨城の自然をたずねて』 築地書館〈日曜の地学8〉、1994年、ISBN 4-8067-1027-X。

## 主要論文
- 『大規模珪長質火山活動と地殻歪速度』 火山 40(1), 33-42, 1995-03-10, NAID 110003041025
- 『大崩山珪長質火成複合体の活動史(日本火山学会 1981 年春季大会講演要旨)』 火山. 第2集 26(2), 143-144, 1981-07-01, NAID 110002991399
- 『大崩山 zoned pluton : 火山体直下の固結した大規模珪長質マグマ溜り : 環状累帯深成岩と輪状複合火成岩の分化と貫入』 日本地質学会学術大会講演要旨 90, 24-25, 1983-03-25, NAID 110003037969

共著
- 中田節也、高橋正樹、『西南日本外帯・瀬戸内区における中新世の中世～珪長質マグマの化学組成広域的変化 地質学雑誌 Vol.85 (1979) No.9 P571-582, doi:10.5575/geosoc.85.571
- 白水明、高橋正樹、池田幸雄、『栃木県茂木地域に産するピジョン輝石デイサイト』 岩石鉱物鉱床学会誌 78(7), p255-266, 1983-07, doi:10.2465/ganko1941.78.255
- 高橋正樹、中山芳美、小山真人、荒牧重雄、『伊豆半島新第三紀火山岩類主化学組成の時間的変化』 日本地質学会学術大会講演要旨 93, 388, 1986-04-25, NAID 110003030925
- 吉田英人、高橋正樹、『白河火砕流東部地域の地質』 地質学雑誌 Vol.97 (1991) No.3 P231-249_3, doi:10.5575/geosoc.97.231
- 萬年一剛、高橋正樹、内藤昌平、『箱根火山中央火口丘直下の凝灰角礫岩』 日本火山学会講演予稿集 2001(2), 136, 2001-10-01, NAID 110002998436
- 金丸龍夫、高橋正樹、『帯磁率異方性からみた丹沢トーナル岩体の貫入・定置機構』 地質学雑誌 Vol.111 (2005) No.8 P458-475, doi:10.5575/geosoc.111.458
- 長井雅史、高橋正樹、『箱根火山の地質と形成史』 神奈川県立博物館調査研究報告（自然科学）（Res. Rep. Kanagawa prefect. Mus.（Nat. Sci.））, no. 13, 25-42 (PDF)
- 高橋正樹、安井真也、黒澤貴之、『浅間前掛火山十二世紀大規模噴火の噴火推移の再検討(火山活動史,口頭発表)』 日本火山学会講演予稿集 2010, 70, 2010-10-09, NAID 110008511282
- 安井真也、高橋正樹、島田純、味喜大介、石原和弘、『桜島火山の大規模噴火における火口近傍プロセスの比較研究 : 安永噴火と大正噴火(<特集>桜島火山)』 火山 58(1), 59-76, 2013-03-29, NAID 110009597092